# ČSD-Baureihe M 232.0
Die ČSD-Baureihe M 232.0 waren zweiachsige Dieseltriebwagen der einstigen Tschechoslowakischen Staatsbahnen ČSD für den Lokalbahnverkehr.

## Geschichte
Entstanden ist dieses Fahrzeug für die bevorzugte Verwendung auf steigungsreichen Strecken, bei dem die Reihe M 130.1 für den Wagenkasten und die M 222.0 für den Antrieb Pate standen. 1933/34 entstanden zunächst die ersten 19 Fahrzeuge mit einer Leistung von 120 PS. 1935 folgten dann noch 2 Fahrzeuge, bei denen die Motorleistung auf 160 PS gesteigert wurde. Die angegebenen technischen Daten beziehen sich auf die ersten 19 Fahrzeuge. Die äußerlichen Abmessungen sind für alle Fahrzeuge gleich.

## Technische Merkmale
Angetrieben war das Fahrzeug von einem 8-Zylinder-Dieselmotor von Škoda, der zusammen mit dem daran angeflanschten Generator nach dem System Bosch in einem Hilfsrahmen unterflur angeordnet war. Der Verbrennungsmotor war wassergekühlt. Entgegen anderen Triebwagen von Škoda waren die Kühlelemente dieses Mal nicht auf dem Wagendach, sondern unter dem Wagenboden angeordnet. Sicher nachteilig war, dass auch die Kraftstoffbehälter unter dem Wagenboden zwischen den Achsen untergebracht waren. Bei Frost kam es hier zu Verstopfungen des Kraftstoffes in den Rohrleitungen.
Die elektrische Leistungsübertragung erfolgte nach dem System Škoda. Die Traktionsfahrmotoren waren als Tatzlager-Fahrmotoren ausgeführt. Der Generator diente auch zum Starten des Verbrennungsmotors durch eine Batterieanlage. Die Leistungsübertragung wurde als sehr positiv beurteilt. Die größten Vorzüge waren die Einfachheit und Anspruchslosigkeit im Betrieb und der Instandhaltung.
Der Wagenkasten wurde von den Ringhoffer-Werken hergestellt und ähnelt durch seine gedrungene Form dem der M 130.101 - 160. In der Mitte war der Einstiegsraum mit einer Toilette und 12 zusätzlichen Stehplätzen, an den Spitzen waren die Fahrgasträume. Bei einer Sitzplatzanordnung von 3+2 boten sie insgesamt 55 Sitzplätze. Vom Fahrpersonal etwas negativ wurde beurteilt, dass die an beiden Spitzen des Wagenkastens angeordneten Führersitze nicht von dem Fahrgastraum abgetrennt waren.

## Einsatz

Prinzipskizze der Leistungsübertragung nach System Škoda

Die Triebwagen waren durch die beiden angetriebenen Achsen für den Einsatz auf Bergstrecken besonders geeignet. Das belegen auch ihre Einsätze z. B. auf den Bergstrecken um Raspenava. Aber auch auf den Strecken um Nymburk und anderen Linien in Böhmen und Mähren waren sie zu Hause.
Während des Zweiten Weltkrieges waren die Fahrzeuge durch die Kontingentierung des Dieselkraftstoffes abgestellt. Ein Fahrzeug wurde bereits 1938 ausgemustert, die restlichen 20 überstanden den Krieg und waren verteilt auf die Heizhäuser in Břeclav (4), Plzeň (6), Nymburk (8) und Veselí nad Moravou (2). Einsätze nach dem Krieg sind bekannt auf der Bahnlinie Smržovka–Josefův Důl um 1950 sowie auf den Linien der Friedländer Bezirksbahn. Mit der Lieferung der neuen Reihe M 131.1 gingen die Einsätze nach und nach zurück. Das letzte Fahrzeug wurde 1956 ausgemustert.
Die Triebwagen der Reihe M 232.0 waren im Betrieb anspruchslose Fahrzeuge und besonders wegen ihrer beiden angetriebenen Achsen im Betrieb mit Beiwagen beliebt. Nach der Ausmusterung wurden einige Fahrzeuge zu Beiwagen umgebaut bzw. verkauft. Inwieweit eventuell Fahrzeuge erhalten sind, ist nicht bekannt.